# Mojo (Canarie)
Il mojo picón, o semplicemente mojo, (dal portoghese molho, 'salsa') è un tipo di salsa tipica delle isole Canarie a base di olio d'oliva, utilizzata per accompagnare diverse pietanze, come pesce, carne, verdure o formaggi.

## Ingredienti

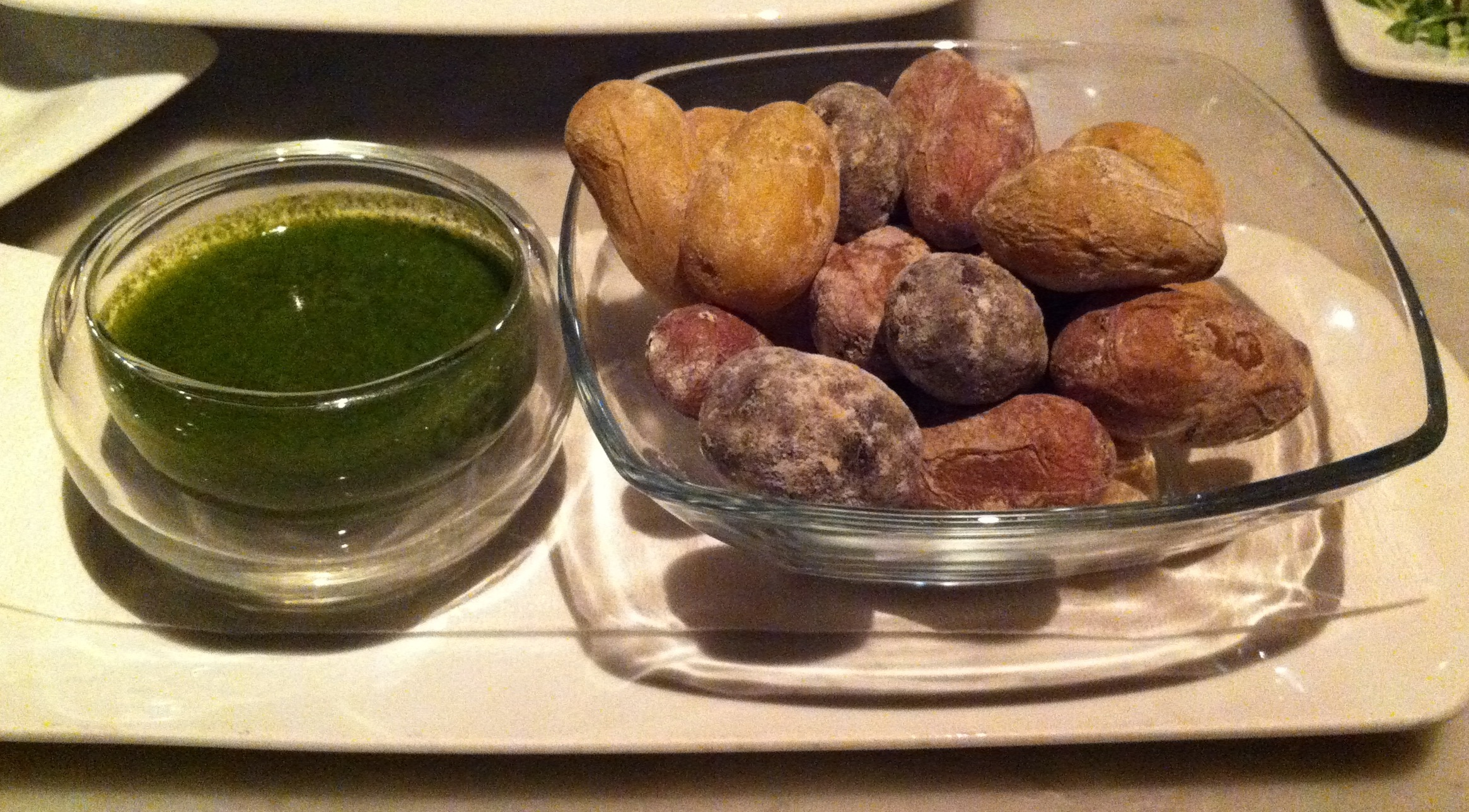
Mojo verde e papas arrugadas

Tra gli ingredienti più abituali, nelle ricette di mojo si possono trovare: il pepe palmizio (un tipo di pepe piccolo), il pepe (verde e rosso), l'aglio, il sale, il peperoncino, il cumino o il coriandolo, l'olio, l'aceto, il prezzemolo, l'acqua, lo zafferano o il fiore di cartamo, il pomodoro e le mandorle (nella versione dell'isola di La Palma).

### Varianti
Esistono almeno due diverse famiglie di salse che prendono il nome dal loro colore:
- Il mojo verde, a base di prezzemolo o coriandolo, più utilizzato per accompagnare il pesce.
- Il mojo rojo (o mojo picón) a base di paprica e molto comune con piatti di carne.

### Preparazione
Per la preparazione dei mojo rossi è necessaria l'essiccazione del pepe attraverso un lungo processo. Una volta secco, il pepe può essere conservato per molto tempo fino alla sua preparazione. Prima di fare il mojo, è necessario mettere in ammollo il pepe affinché perda una parte della sua piccantezza. Quindi è necessario eliminare i semini e le fibre non appena sarà piccante. Tra i mojo rossi si evidenzia il cosiddetto mojo palmizio (tranne a La Palma in cui si chiama "mojo rosso"), il mojo rossastro e il mojo picón.
Nel caso dei mojo di coriandolo e prezzemolo, la piccantezza viene regolata dalla quantità di aglio che c'è nella loro composizione. Il suo sapore aumenta se le si aggiungono i semi di coriandolo tritato.

## Utilizzi

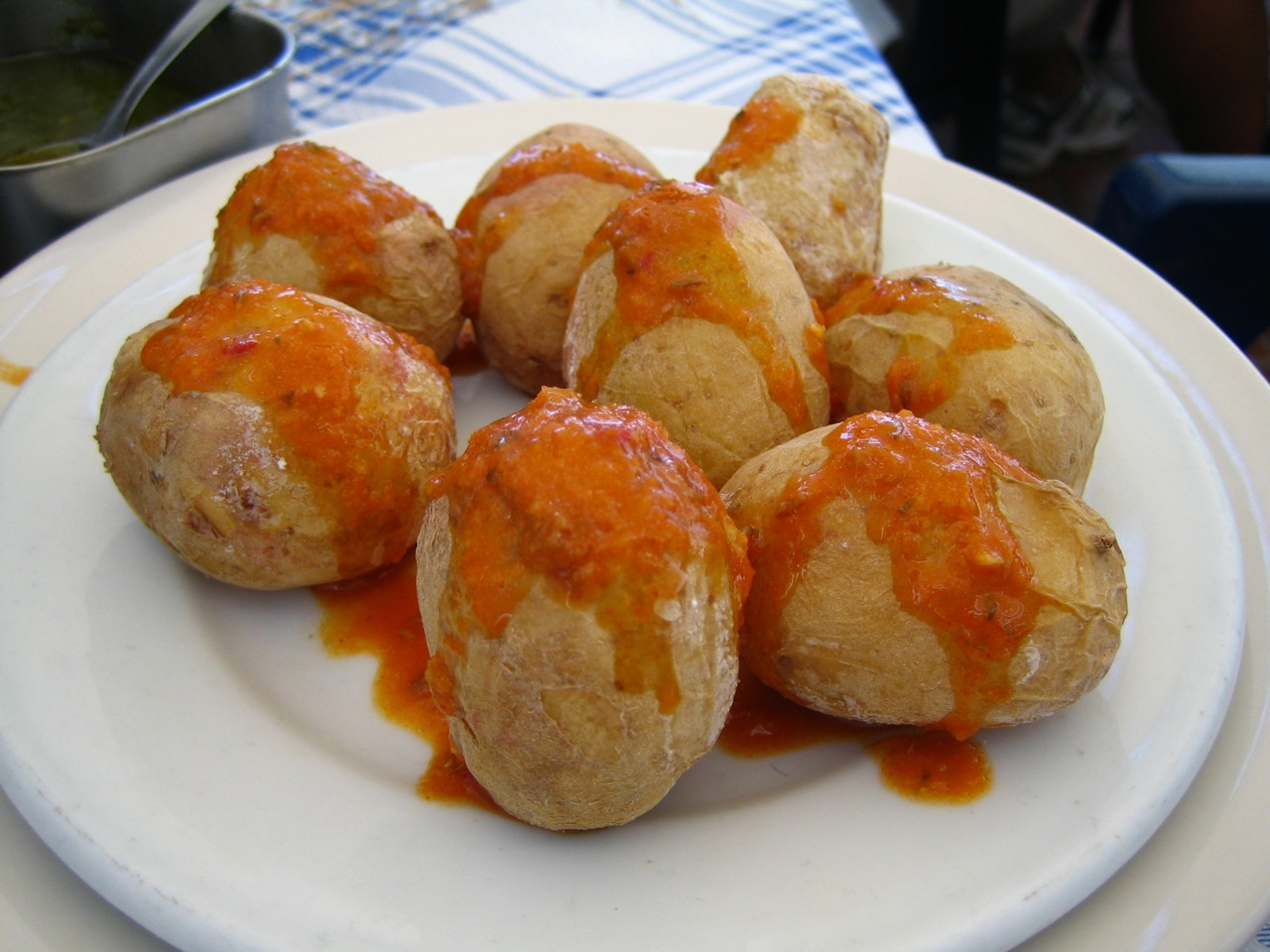
Papas arrugadas con mojo rojo

Uno dei piatti tipici delle Canarie che viene accompagnato con mojo verde o rosso sono le papas arrugadas, patate non sbucciate bollite in acqua molto salata.